# Монастырь Бездин
Монастырь Бездин (рум. Mănăstirea Bezdin, серб. Манастир Бездин) — монастырь сербской общины, расположенный недалеко от деревни Мунар в жудеце Арад, Румыния, на правом берегу реки Муреш. Монастырь Бездин — один из немногих сохранившихся сербских православных монастырей в Румынии, расположенный в 36 км (22 мили) к западу от Арада. Монастырь построен в 1539 году и посвящён Успению Пресвятой Богородицы, отмечаемому 28 августа по новому стилю.

## История
Вначале монастырь Бездин был скрыт в окружающем его густом и высоком лесу. В настоящее время лес отступил к реке Муреш, занимая лишь пространство между защитной дамбой за монастырём и берегом реки. С архитектурной точки зрения эта территория была отличным местом.
Название монастыря происходит от ручья Бездин, который в своей западной части образует ряд болот с множеством камышей, создавая при этом очень живописный пейзаж.
Строительство монастыря Бездина началось в 1539 году благодаря усердию Йована Якшича из Нэдлака, который позже жил там. Бездинский монастырь был построен на развалинах аббатства Ишу и расширялся в несколько этапов строительства. Однако есть более древнее упоминание о Бездинском монастыре в надписи на Псалтири Божидара Вуковича, напечатанной в Венеции в 1520 году. Произошло это во времена архимандрита Иоасафа Милутиновича, а строительство велось с помощью сербских православных верующих и их единоверцев православных влахов.
Монастырь был подожжён турками во время османской оккупации Баната, но не был оставлен монахами, построившими деревянную церковь, в которой они служили до постройки нынешней. Кирпичная церковь построена после 1690 года в византийском стиле в форме клуба с тремя апсидами.
Существование монастыря Бездина означало важный момент в истории сербской общины этой провинции Австро-Венгерской империи, вокруг святого места сохранялась вера и сплочённость братства этого этноса.
После 1740 года последовал период развития монастыря, во время правления аббата Теодосия Веселиновича, который приехал сюда из монастыря Винча в Сербии вместе с общиной, где они подвергались гонениям со стороны турок.
Среди множества ценных предметов культа привезли с Афона и чудотворную икону Божией Матери.
В 1753 году известный художник из Арада Стефан Тенецкий расписал иконостас церкви. В 1755 году были выполнены столярные работы и передан в дар священный мраморный стол. В 1771 году особняк монастыря уже имел значительные размеры, имея более 52 комнат, часовню, зал, трапезную. Переучёт библиотеки был проведён в 1783 году и в то время в монастыре проживало 16 монахов.
В 1802 году академический художник Яков Орфелин написал совершенно новый иконостас, а в 1833 году были проведены важные ремонтные работы. С 1912 по 1922 год там работал великий сербский художник Стеван Алексич, который выполнил для лучшей сохранности великолепные живописные композиции, найденные сегодня в сербском православном викариате в Тимишоаре. Также в Тимишоарском викариате хранится часть росписи иконостаса (съёмные части), а также большая часть богатой монастырской библиотеки. Кроме того, в 1921 году в Бездине была открыта школа.